# Ussassai
Ussassai település Olaszországban, Szardínia régióban, Ogliastra megyében. Lakosainak száma 450 fő (2023. január 1.). Ussassai Gairo, Osini, Seui és Ulassai községekkel határos.

## Népesség
A település lakossága az elmúlt években az alábbi módon változott:
| Lakosok száma | 567  | 556  | 450  |
|               | 2017 | 2018 | 2023 |